# 783 Nora
A 783 Nora (ideiglenes jelöléssel 1914 UL) a Naprendszer kisbolygóövében található aszteroida. Johann Palisa fedezte fel 1914. március 18-án.